# Skjerninghøj

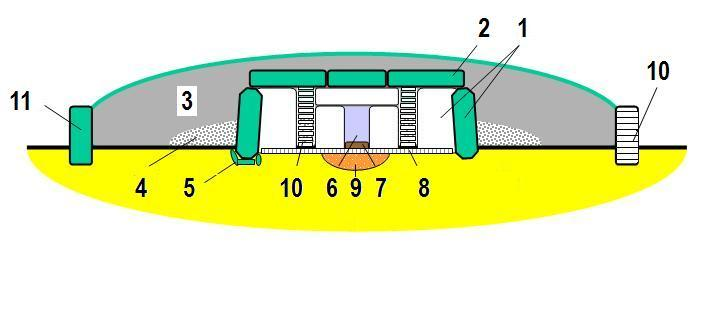
Schema Ganggrab (Querschnitt) 1=Trag-, 2=Deckstein, 3=Erdhügel, 4=Dichtung, 5=Verkeilsteine, 6=Zugang, 7=Schwellenstein. 8=Bodenplatten, 9=Unterbodendepots, 10=Zwischenmauerwerk 11=Randsteine

Der Skjerninghøj (auch Skjening oder Skjerningehøj) liegt westlich des Brahesvej, nördlich von Faaborg und Svanninge auf der dänischen Insel Fünen. Die zwischen 3500 und 2800 v. Chr. entstandene Megalithanlage der Trichterbecherkultur (TBK) ist eine der am besten erhaltenen auf der Insel. Das Ganggrab ist eine Bauform jungsteinzeitlicher Megalithanlagen, die aus einer Kammer und einem baulich abgesetzten, lateralen Gang besteht. Diese Form ist primär in Dänemark, Deutschland und Skandinavien, sowie vereinzelt in Frankreich und den Niederlanden zu finden. Neolithische Monumente sind Ausdruck der Kultur und Ideologie neolithischer Gesellschaften. Ihre Entstehung und Funktion gelten als Kennzeichen der sozialen Entwicklung.

## Beschreibung
Der Skjerninghøj ist ein etwa 3,5 m hoher ovaler Hügel von 32 × 27 m Durchmesser ohne einfassende Randsteine. Die ovale Nordost-Südwest orientierte Kammer misst etwa 3,0 × 2,0 m und ist 1,5 hoch. Der Abstand zwischen Tragsteinober- und Decksteinunterkante wird mit Platten ausgeglichen. Das verhältnismäßig kleine Großsteingrab hat zwei Deck- und neun Tragsteine. Die beiden am Übergang zwischen Gang und Kammer sind besonders massiv. Der außermittig ansetzende Gang liegt im Süden. Er bestand aus vier in situ gefundenen Tragsteinen und zwei Decksteinen. Der fehlende vordere Teil wurde ergänzt, so dass jetzt sechs Tragsteine den Zugang begrenzen. Am äußeren Ende des Ganges führen rechtwinkelig zur Gangachse drei Stufen auf das höher gelegene Niveau des Hügels.
Der Skjerninghøj wurde bereits im Jahre 1812 untersucht. Die Kammer wurde Jahre zuvor beim Pflügen entdeckt. Das Hünengrab wurde repariert und J. E. Boesen fand im Jahre 1885 eine Holztür vor der verschlossenen Anlage und deren eingezäuntem Hügel. Bis Anfang des 20. Jahrhunderts gehörte Skjerninghøj zum Gut Hvidholm. Im Jahre 1905 verkauften die Grafen von Bille-Brahe Selby den nahe gelegenen Bauernhof an Lars Larsen. Das im Laufe der Jahre in Abständen restaurierte Ganggrab wurde zuerst 1910 von Gustav Rosenberg aufgearbeitet. 1943 wurde einer der umgestürzten Steine am Zugang von Julius Raklev (1878–1960) aufgerichtet und eine Säuberung vorgenommen.

## Heutiger Zustand
Stand September 2021 ist der Eingang des Ganggrabs wegen Einsturzgefahr zubetoniert. Die Außenanlagen können jedoch betreten werden und es sind mehrere Informationstafeln aufgestellt.
Seit 2025 kann man durch den sehr niedrigen Gang kriechen und gelangt in einen Raum mit teilweise bis etwa 1,7 m Deckenhöhe.